# Хосабед
Хосабе́д Са́нчес Ру́ис (исп. Jozabed Sánchez Ruiz; род. 8 марта 1991, Майрена-дель-Алькор, Андалусия, Испания), более известный как Хосабе́д Са́нчес (исп. Jozabed Sánchez), или просто Хосабе́д (исп. Jozabed), — испанский футболист, полузащитник клуба «Малага».

## Карьера

### Ранние годы
Хосабед является воспитанником футбольного клуба «Севилья» и свой профессиональный дебют совершил в сезоне 2010/2011 в составе её третей команды, выступавшей в Терсере. Летом 2012 года он был переведён в «Севилью Атлетико», являющуюся резервной командой гранда испанского футбола.
1 февраля 2013 года Хосабед разорвал контракт с андулусийским клубом и присоединился к «Понферрадине». Спустя 8 дней он дебютировал в своей новой команде, выйдя за 30 минут до окончания встречи Сегунды против «Вильярреала».
Летом 2013 года Хосабед вернулся в родной регион, подписав контракт с «Хаэном», и 18 августа провёл за него первый матч.

### Райо Вальекано
20 июня 2014 года после вылета «Хаэна» из Сегунды игрок перешёл в «Райо Вальекано», выступавший в Примере, подписав соглашение сроком на три года. Первый матч за мадридцев он провёл 4 октября, выйдя на замену в поединке против «Барселоны», а 4 января 2015 года забил свой первый гол на высшем уровне Испании, поразив сетку ворот «Эспаньола».

### Фулхэм и Сельта
12 августа 2016 года состоялся трансфер футболиста в Англию — Хосабед подписал трёхлетний контракт с клубом Чемпионшипа, «Фулхэмом», однако закрепиться в его составе не сумел и в январе 2017 года до конца сезона был отдан в аренду в испанскую «Сельту». Летом того же года Хосабед перешёл в «Сельту» на постоянной основе, подписав с ней 4-летний контракт.